# Bill Pitman
William Keith Pitman (Belleville, Nueva Jersey, 12 de febrero de 1920-La Quinta, California, 11 de agosto de 2022) fue un guitarrista estadunidense que desarrolló gran parte de su carrera como músico de sesión, formando parte del grupo conocido como The Wrecking Crew, con base en Los Ángeles.
Pitman participó en la grabación de algunos de los temas más célebres e influyentes de la historia del rock and roll. Su dominio de la guitarra hizo que fuera un músico de sesión altamente demandado para participar en grabaciones tanto de música popular como de bandas sonoras para el cine y la televisión. Su estilo y forma de tocar cubrieron un amplio espectro de grabaciones, desde el distintivo ukelele del tema "Raindrops Keep Fallin' on My Head" de B.J. Thomas hasta el rico sonido de la guitarra Danelectro que confirió a la banda sonora de The Wild Wild West su particular firma musical.

## Biografía
Pitman desarrolló su interés por la música desde muy joven debido a que su padre trabajaba como bajista de la NBC en el Rockefeller Center. Durante la Gran Depresión, conseguía algunos ingresos extra compaginando su trabajo en la cadena con trabajos independientes para emisoras de radio y programas de televisión.
Desde niño quiso dedicarse a la música, probando varios instrumentos, como el piano o la trompeta, antes de elegir finalmente la guitarra. Recibió clases de John Cali y Allan Reuss, quienes le enseñaron los fundamentos y técnicas básicas con su primera guitarra, una D'Angelico.
Mientras estudiaba en la escuela secundaria, Pitman viajaba a diario hasta la calle 52 de Manhattan para escuchar artistas de jazz como Charlie Parker. Pitman estuvo fuertemente influenciado por guitarristas como Charlie Christian y Eddie Lang, y pronto entabló amistad con Shorty Rogers, Shelly Manne y Eddie Bert con quienes pasó incontables horas tocando. 
Hacia 1951, Pitman estaba convencido de que podía tocar tan bien como cualquiera de los guitarristas de los clubes de jazz de Los Angeles. Mientras visitaba uno de estos clubes, durante una actuación de Peggy Lee, entabló una conversación con Laurindo Almeida, quien formaba parte de la banda que acompañaba a la cantante. Esta conversación llevó a una audición, tras la cual entró a formar parte de la banda, dando inicio a su carrera profesional.
Tras tres años formando parte de la banda de acompañamiento de Lee, Pitman aceptó una oferta para tocar en un programa de radio llamado The Rusty Draper Show. Fue durante esta etapa cuando comenzó su trabajo de estudio, al reemplazar al guitarrista Tony Rizzi en una sesión de grabación para Capitol Records. Durante un tiempo estuvo trabajando como sustituto de guitarristas como Howard Roberts, Al Hendrickson o Bob Bain cuando estos no podían asistir a alguna grabación, hasta que finalmente los productores comenzaron a llamarlo directamente a él, comenzando así un lucrativo trabajo como músico de estudio que duraría décadas. 
Hacia finales de los años 50, participa en sesiones de grabación de artistas como Mel Tormé, Buddy Rich y Red Callender. Sin embargo, el rock and roll estaba ganado popularidad y un encuentro casual con el productor Phil Spector colocó a Pitman entre los primeros músicos de The Wrecking Crew, un grupo de élite de músicos de sesión.
En 1957, Bertha Spector le pidió a Pitman que enseñara a su hijo a tocar la guitarra pero tras tres meses de lecciones, ambos, profesor y alumno concluyeron en que probablemente Phil Spector no estaba hecho para interpretar música.
Al año siguiente, Spector grabó la demo de una canción que había escrito y pidió a Pitman que la tocara para sus colegas de The Rusty Draper Show.  La canción, titulada "To Know Him Is to Love Him", generó un considerable interés. Poco después, Pitman recibió una llamada de uno de los representantes de Spector pidiéndole que participara en la sesión de grabación de la canción en los Gold Star Studios. La canción se convirtió en un gran éxito, lo que generó que Spector contara con Pitman en un buen número de grabaciones posteriores. Cuando en 1963, Spector produjo la enormemente popular  "Be My Baby", tituló la jam session que se incluyó como cara B del sencillo, "Tedesco and Pitman", en honor de sus dos guitarristas favoritos: Tommy Tedesco y Bill Pitman.
Dada la popularidad de los discos de Spector, Pitman y los otros músicos que crearon el Wall of Sound se convirtieron en la primera opción de casi todos los sellos discográficos importantes de Los Ángeles. Hal Blaine comenzó a llamar a este grupo de músicos The Wrecking Crew, cuyo talento acompañó a multitud de artistas, desde the Beach Boys a Frank Sinatra.
Cuando Columbia Records decidió apostar por una nueva banda llamada The Byrds, insistieron en que se trajeran músicos experimentados para grabar las pistas instrumentales del primer sencillo, porque la banda aún no se había solidificado musicalmente. En consecuencia, el personal que se unío a Roger McGuinn para las sesiones de grabación de CBS Columbia Square en enero de 1965 fueron Larry Knechtel, Blaine, Jerry Cole, Leon Russell y Pitman. En tres horas grabaron dos canciones, una de ellas, "Mr. Tambourine Man", se convirtió en un gran éxito.

## Discografía

### Como músico de sesión
- Louis Bellson, Around the World in Percussion (Roulette, 1961)
- Jesse Belvin, Mr. Easy (RCA, 1960)
- Hal Blaine, Deuces, "T's," Roadsters & Drums (RCA Victor, 1963)
- Red Callender, The Lowest (MetroJazz, 1958)
- Tutti Camarata, Camarata Featuring Tutti's Trombones (Coliseum, 1966)
- George Cates, George Cates' Polynesian Percussion (Dot, 1961)
- Bobby Darin, Venice Blue (Capitol, 1965)
- The Ventures, Play Guitar with The Ventures Vol.2 (Dolton, 1965)
- Matt Dennis, Dennis, Anyone? (RCA Victor, 1955)
- Percy Faith, Corazon (CBS, 1973)
- Plas Johnson, Mood for the Blues (Capitol, 1961)
- Barney Kessel, Contemporary Latin Rhythms (Reprise, 1963)
- Peggy Lee, Pass Me by (Capitol, 1965)
- Linda Lawson, Introducing Linda Lawson (Chancellor, 1960)
- Shelly Manne, Daktari (Atlantic, 1967)
- The Ventures, $1,000,000 Dollar Weekend (Liberty, 1967)
- Big Miller, Sings, Twists, Shouts and Preaches (Columbia, 1962)
- Audrey Morris, The Voice of Audrey Morris (Bethlehem, 1956)
- Jack Nitzsche, The Lonely Surfer (Reprise, 1963)
- Don Randi, Mexican Pearls (Palomar, 1965)
- Buddy Rich, This One's for Basie (Norgran, 1956)
- Howard Roberts, Whatever's Fair (Capitol, 1966)
- Howard Roberts, Jaunty-Jolly! (Capitol, 1967)
- Jeri Southern, Southern Breeze (Roulette, 1958)
- Orrin Tucker, The New Sounds of Orrin Tucker His Saxophone and Orchestra (Bel Canto, 1959)
- Kitty White, Sweet Talk (Roulette, 1958)

## Filmografía

### Bandas sonoras para cine
- Blue Hawaii (1961)
- Torn Curtain (1966)
- Butch Cassidy and the Sundance Kid (1969)
- Goodbye, Columbus (1969)
- Paint Your Wagon (1969)
- M*A*S*H (1970)
- The Omega Man (1971)
- The Parallax View (1974)
- Fast Times at Ridgemont High (1982)
- Dirty Dancing (1987)
- Goodfellas (1990)

### Bandas sonoras para televisión
- Bonanza (1959)
- The Deputy (1959)
- The Wild Wild West (1965)
- The Roger Miller Show (1966)
- Ironside (1967)
- Rowan & Martin's Laugh-In (1968)
- Adam-12 (1968)
- The Glen Campbell Goodtime Hour (1969)
- The Sonny & Cher Comedy Hour (1971)